# Flota
Flota (fran. flotte=ladjevje) je formacija, ki zajema večje število plovil pod enotnim poveljstvom. Glede na sestavo ločimo pomorske flote (ladje, križarke, podmornice), sladkovodne flote (rečne ladje, trajekti, splavi), zračne flote (letala, jadralna letala, vesoljska plovila). Glede na namembnost delimo flote v civilne (potniške ladje, jadrnice), raziskovalne (ledolomilci, meteorološki baloni), trgovske (kontejnerske ladje, naftni tankerji) in vojaške (bojne ladje, rušilci). Glede na lastnika se flote delijo v zasebne (v lasti ene osebe ali družine), privatne (v lasti delniške družbe ali organizacije) in državne (v lasti posamezne države ali mednarodnega zavezništva).

## Druga svetovna vojna
V drugi svetovni vojni, po bitki v Koralnem morju maja 1942, ko je glavno vlogo v pomorskem vojskovanju prevzela letalonosilka, se je sestava in delitev flote korenito spremenila. Flota sicer ostane višja organizacijska in administrativna enota, dotedanja razdelitev na homogene taktično-operativne enote – eskadre pa se spremeni v mešane operativne eskadre (Task Force), ki so sestavljene začasno, za točno določene operacije, iz ladij različnih flot: letalonosilke kot glavnina, bojne ladje, križarke in rušilci pa kot podpora in zavarovanje njihovega delovanja. Te operativne eskadre niso bile administrativne enote. Zato so bile bolj elastične in mobilne.
Operativne eskadre so se po potrebi delile na operativne skupine (Task Groups) s podobno sestavo.